# 능통
능통(淩統, 189년 ~ 217년)은 후한 말 손권 휘하의 장군으로 자는 공적(公績)이며 양주(揚州) 오군(吳郡) 여항현(餘杭縣) 사람이다. 능조의 아들이며 손권에게서 큰 신임을 받았다. 소요진 전투에서 사투를 벌여 장료로부터 손권을 구하였다.

## 생애

### 아버지의 죽음과 복수
15살 때 아버지 능조가 선봉에 서서 강하태수 황조를 공격하다 감녕의 화살에 맞아 전사하였다. 능조가 나랏일을 위해 죽었으므로 손권이 능통을 별부사마(別部司馬)에 제수하고 파적도위(破賊都尉)를 겸하게 해 아버지의 병사를 맡겼다. 206년(건안 11년) 손권이 보둔(保屯)과 마둔(麻屯)을 칠 때 따라갔다. 손권은 보둔을 함락한 후 능통과 장이(張異) 등 1만 명을 남겨 마둔을 마무리할 것을 지시하고 돌아갔다. 직접 화살과 돌을 무릅쓰고 힘껏 싸워 한쪽 면을 무너트렸다. 이 기세로 여러 장수들이 짓쳐들어가 마둔을 정복했다.
208년 손권이 다시 강하로 쳐들어갔다. 황조는 몽충(蒙衝)을 쌍으로 면구(沔口)에 배치하여 수비하였다. 종려나무로 만든 큰 밧줄로 맨 돌을 닻으로 삼아 고정시키고 그 위에서 1,000명의 노수가 화살을 비처럼 쏟아부으니 손권군이 함부로 접근하지 못했다. 편장군(偏將軍) 동습과 능통이 각각 결사대 100인을 이끌고 갑옷을 껴입은 채 큰 배를 몰아 돌진하였다. 능통이 황조의 장수 장석(張碩)을 베고 동습이 양 닻줄을 끊어 대오를 흩트린 덕분에 손권의 대군이 수륙병진하여 성을 함락시켰다.

### 쌓이는 무공
승렬도위(承烈都尉)가 되어 적벽 대전에 참여하였다. 주유와 여몽이 조인이 있는 남군으로 진격하여 먼저 이릉(夷陵, 지금의 후베이성 이창시)을 공취한 감녕에 대한 포위망을 풀 동안 능통이 본진을 지켜서 교위(校尉)로 승진했다. 214년 손권이 환현(皖縣, 지금의 안후이성 첸산 현)을 점령할 때 공을 세워 탕구중랑장(盪寇―)과 패국상을 겸했다. 215년 유비가 익주를 확보했는데도 장사, 계양, 영릉 세 군을 반환하지 않기에 여몽을 따라 그 군들을 취하고 익양(益陽)에서 관우와 대치하였다.

### 손권 구출
우부독(右部督)으로서 합비 전투에 종군하였다. 손권이 철수하면서 최후미인 소요진(逍遙津) 북쪽에 가장 늦게까지 남았다. 여몽, 장흠, 능통, 감녕, 그리고 1,000명의 근위병만이 손권을 호위했는데 장료 등이 엄습하였다. 능통이 300명을 이끌고 난전 속으로 뛰어들어 손권을 구출하였다. 장료군이 교량마저 끊어놔서 손권이 어렵사리 그 잔해를 밟고 말을 세차게 몰아 간신히 넘어갔다. 그 뒤를 지켜 수십 명을 죽였지만 자신도 좌우를 모두 잃고 심한 부상을 당했다. 손권이 안전해지자 갑옷을 입은 채 자맥질해서 돌아왔다. 배에 타고 있던 손권이 능통을 보고 놀라고도 기뻐하였다. 능통은 자신이 아끼던 부하들이 아무도 돌아오지 않은 데에 감정을 추스르지 못하고 몹시 애통해했다. 손권이 소매로 눈물을 닦아주며 “죽은 사람은 돌아오지 않는데 공적은 아직 살아있으니 어찌 근심하겠소?”라고 위로했다. 편장군에 임명되고 병사를 배로 받았다.
자진하여 산월을 회유하러 갔다. 손권은 성의 관리들에게 능통이 원하는 것이 있으면 선조치 후보고하라고 하였다. 만 명을 모아 돌아오다가 병사하였다. 손권은 감정을 억누르지 못하고 매우 슬퍼했으며 장승으로 하여금 애도문을 짓게 하였다. 능통의 어린 아들들은 궁으로 들여 친자식처럼 길렀다.

## 생몰년 추정

### 생년
능조가 전사한 해가 언제인지는 기록이 없다. 능통은 아버지 사후 보둔과 마둔을 공격했다. 주유와 손유도 여기에 참전했는데 206년이다. 206년 이전에 손권이 황조를 친 것은 203년이다. 그래서 사마광은 능조가 203년에 죽었다고 추정하였다. 이때 능통의 나이가 15세였으므로 생년은 189년이 된다.

### 몰년
〈능통전〉에서는 향년 49세라고 하였다. 이에 따른다면 몰년은 237년이다. 반면에 《태평어람》에서 인용한 〈오지〉와 《건강실록》(建康實錄)에서는 217년 29세의 나이에 사망했다고 하였다. 능통 사후 그 병력은 낙통이 거두는데 그때가 이릉 전투 전인 데다 낙통은 228년에 죽는다. 또한 능통은 형주 공방전이나 이릉 전투 같은 217년 이후의 기록이 없다. 이로 보아 '49세'는 '29세'의 오기이며 몰년은 217년이다.

## 성품
군대에 몸담았어도 현인이나 선비들을 아끼고 두터이 대했으며 그들도 능통을 사모하였다. 재물은 가벼이, 의(義)는 무겁게 여겼으며 선(善)을 좇고 해를 끼치지 않아 실로 국사(國士)의 품격이 있었다. 어느 날 동향 사람 성섬(盛暹)의 절개가 능통보다 낫다며 천거되어 밤에 도착했다. 이미 잠자리에 들었던 능통이 이를 듣고는 바로 옷을 갖춰 입고 문 밖으로 나가 손을 잡아 맞아들였다.
잘못을 인정할 줄 알았으며 매우 용감했다. 마둔 공략전을 수행하던 때 연회가 열려 참석했는데 진근(陳勤)이 술을 관리하는 직책을 이용하여 남들을 업신여기고 도리를 어겼다. 능통이 불쾌하여 면박하자 진근도 화가 나서 능통과 그 아버지 능조까지도 모욕했다. 눈물이 났지만 응수하지 않았다. 연회가 파해서 돌아가는 길에서도 진근이 술에 취해 패악질을 부리며 또 능통을 욕하였다. 더 이상 참지 못하고 칼을 뽑아 진근을 베니 며칠이 지나 죽었다. 능통은 ‘죽지 않으면 속죄할 수 없다’며 최전선에서 분투하여 공을 올리고 돌아와 스스로 군정(軍正)에게 결박되었다. 손권은 능통의 과감함과 의연함을 칭찬하며 그 공적으로써 죄를 면해 주었다. 소요진 전투에서는 자신을 돌보지 않고 손권을 구하였다.
다른 이들의 신임도 남달라서 여몽은 남군 전투에서 감녕을 구하러 가자고 주유에게 건의하면서 능통이라면 본진을 10일은 능히 지킬 수 있으리라고 하였다. 손권은 성섬을 추천한 자에게 ‘능통만 하다면 족하다’고 답했을 뿐더러 능통이 병이 들었을 때는 그 어떤 장수보다도, 여몽에게 한 것만큼이나 마음을 쏟았다.

## 일화
아버지를 죽게 한 감녕에게 원한이 있었다. 손권이 원수 삼지 말라고 명할 정도였고 감녕은 항상 능통을 경계하였다. 일찍이 여몽이 연회를 열어 한창 주흥이 무르익은 때에 능통이 칼춤을 추며 감녕을 죽일 기회를 노렸다. 감녕도 일어나 쌍극무에 능하다고 나서자 여몽이 자신의 기교에는 미치지 못할 것이라며 몸소 칼과 방패를 들고 나가 둘 사이를 떨어뜨리기도 하였다. 능통의 마음을 아는 손권은 감녕을 반주(半州)에 주둔하게 했다.

## 삼국지연의
사서가 아닌 소설 《삼국지연의》에도 감녕과의 일화, 남군 전투와 소요진 전투에서의 무용 등이 수록되었다. 추가 기술은 다음과 같은 것들이 있다. 적진에서 능조의 시신을 찾아온다. 유수구 전투(작중 215년)의 초장에서도 감녕과 다투는 것을 손권이 말린다. 악진과 겨루던 중 조휴의 화살에 맞고 낙마하여 죽을 뻔한 것을 감녕이 활을 쏴 구한다. 이를 계기로 서로 화해하고 생사지교를 맺는다. 이릉 전투 참전 후 등장이 없다.

## 가계
- 아버지 : 능조
  - 아들 : 능렬, 능봉

## 같이 보기
- 삼국지 인물 목록

## 참고 문헌
- 《삼국지》 55권 오서 제10 능통